# Thomas M. Debevoise
Thomas McElrath Debevoise (* 10. August 1929; † 1. Februar 1995 in Lebanon, New Hampshire) war ein US-amerikanischer Jurist und Politiker, der von 1960 bis 1962 Vermont Attorney General war.

## Leben
Thomas M. Debevoise machte im Jahr 1954 seinen Abschluss an der Columbia Law School. Er arbeitete zwei Jahre als Stellvertretender Staatsanwalt in Manhattan. Später zog er nach Woodstock, Vermont. Im Jahr 1958 wurde er zum Stellvertretenden Vermont Attorney General ernannt und zwei Jahre später zum Vermont Attorney General gewählt. Er gehörte der Republikanischen Partei von Vermont an.
Zum Dekan der Vermont Law School in South Royalton wurde er im Jahr 1974 ernannt. Dieses Amt übte er acht Jahre aus. Danach kehrte er in seine private Anwaltskanzlei nach Woodstock zurück.
Thomas M. Debevoise war mit Ann Taylor Debevoise verheiratet, das Paar hatte drei Söhne und eine Tochter.